# فرودگاه دون‌هوانگ
فرودگاه دونهوانگ (به انگلیسی: Dunhuang Airport) یک فرودگاه همگانی با کد یاتا DNH است. این فرودگاه در شهر دون‌هوانگ کشور چین قرار دارد.

## شرکت‌های هواپیمایی و مقصدهای پروازی
| شرکت‌های هواپیمایی      | مقصدهای پروازی |
| ---------------------- | --- |
| ایر چاینا              | پکن، کورلا |
| هواپیمایی شرقی چین     | پکن، بایون گوآنگجو، هاتوگو، جیایوگوان، لانجو ژنگچوان، نانجینگ لوکو، شانگهای پودنگ، شی‌آن شیان‌یانگ، سینینگ کائوجیابو |
| China Express Airlines | چنگچینگ ییانگبی، جیایوگوان، لانجو ژنگچوان                                                                          |
| هواپیمایی جنوبی چین    | اورومچی دیووپو، شی‌آن شیان‌یانگ، سینینگ کائوجیابو                                                                    |
| هنگ کنگ اکسپرس         | فصلی: هنگ کنگ |
| سیچوان ایرلاینز        | چنگدو شوانگلیو، لانجو ژنگچوان                                                                                      |
| تیانجین ایرلاینز       | اورومچی دیووپو، شی‌آن شیان‌یانگ                                                                                      |